# Lókájata
A lókájata, lóka ájata (szanszkrit lokāyata, a. m. ’a nép között terjedő; csak a világig terjedő’) vagy eredeti, kevésbé közismert nevén csárváka (szanszkrit cārvāka) a Védák tekintélyét cáfoló, óind heterodox filozófiai rendszer (násztika darsana), hedonista, ateista és materialista tanítás.

## Története és tanításai
A filozófiai iskola korai formájában már bizonyosan létezett az i. e. 1. ezred első felében, virágkora pedig az évezred második felére esett. Eredeti nevét állítólagos alapítója, Csárváka után kapta, aki azt hirdette, hogy tanításai az istenek papjának, Brihaszpatinak elveszett szútráira épülnek. A tanokat tartalmazó, feltételezett Brihaszpati-szútra (Bŗhaspati Sūtra), ha létezett is, elveszett, így a lókájata két  fő irányzata, Dhúrta és Szusiksita tanításai csak későbbi vitairatokból, töredékes idézetekből ismertek. A lókájata rekonstruálásához elengedhetetlen források Krisna Misra Prabódha-csandródaja, és Madhva ácsárja Szarva-darsana-szangraha című munkái.
Dhúrta szerint az emberi test a négy őselemből áll össze (levegő, föld, tűz, víz), akárcsak a környező világ, Szusiksita elismeri a lélek valóságát, de azt vallja, hogy a test pusztulásával a lélek is meghal. A lókájata követői szerint tehát a világ csak az érzékszerveinkkel felfogható létező világgal azonos, s nem valamiféle isteni erő alkotta, hanem maga az anyag. Az élet, a tudat, a gondolat és az érzelem szintén anyagi eredetűek. Ebből fakadóan minden isten csak megtapasztalhatatlan mítosz, és nincs túlvilág sem. Az anyag alkotta természet számára jó és rossz értelmezhetetlen fogalmak, ily módon bűn és erény pusztán hamis emberi konvenciók, a karma ereje nem létezik és a kasztok elkülönülésének sincs indoka. Életünk cselekedeteinek nincsenek az életen túli morális következményei, az élet értelme az anyag, az élvezet megtapasztalása (pratjáksza), még a megtapasztaltak alapján való következtetés (anumána) is tilos.